# Callistoleon erythrocephalus
Callistoleon erythrocephalus is een netvleugelig insect dat behoort tot de familie mierenleeuwen (Myrmeleontidae) en de onderfamilie Myrmeleontinae.